# Turowo (osada w województwie zachodniopomorskim)
Turowo – osada w Polsce położona w województwie zachodniopomorskim, w powiecie szczecineckim, w gminie Szczecinek. W tej samej gminie istnieje także wieś o nazwie Turowo.